# 7645 Pons
A 7645 Pons (ideiglenes jelöléssel 1989 AC2) a Naprendszer kisbolygóövében található aszteroida. Antonín Mrkos fedezte fel 1989. január 4-én.